# Karel Kodejška
Karel Kodejška (* 20. März 1947 in Lomnice nad Popelkou) ist ein ehemaliger tschechoslowakischer Skispringer.

## Werdegang
Nachdem Kodejška bei der Skiflug-Weltmeisterschaft 1973 bereits den dritten Platz belegte und mit persönlicher Bestweite von 154 m Bronze gewann, wurde er 1975 auf der Schanze am Kulm Weltmeister. Bei der Nordischen Skiweltmeisterschaft 1974 im schwedischen Falun belegte der Tschechoslowake beim Springen von der Großschanze den sechsten Platz. Im folgenden Winter erreichte Kodejška bei der Vierschanzentournee 1974/75 mit einem vierten Rang seine beste Platzierung in diesem Wettbewerb, wobei er beim Abschlussspringen der Tournee in Bischofshofen den zweiten Platz belegte. 1975 wurde er zum Sportler des Jahres in der Tschechoslowakei gewählt.

## Erfolge

### Schanzenrekorde
| Ort   | Land     | Weite               | aufgestellt am   | Rekord bis   |
| ----- | -------- | ------------------- | ---------------- | ------------ |
| Falun | Schweden | 104,0 m (HS: 134 m) | 23. Februar 1974 | 9. März 1985 |